# Gleaner
Gleaner är ett berg i Antarktis. Det ligger i Sydshetlandsöarna. Argentina, Chile och Storbritannien gör anspråk på området. Toppen på Gleaner är 334 meter över havet.
Terrängen runt Gleaner är kuperad. En vik av havet är nära Gleaner åt nordväst. Trakten är glest befolkad. Närmaste befolkade plats är St. Kliment Ohridski Base, 8,8 kilometer sydväst om Gleaner. 